# Ella Swings Gently with Nelson
Ella Swings Gently with Nelson è il ventiseiesimo album della cantante jazz Ella Fitzgerald, pubblicato dalla Verve Records nel 1962.
L'album, che segue Ella Swings Brightly with Nelson, vede la cantante nuovamente accompagnata dall'orchestra diretta da Nelson Riddle.

## Tracce
Lato A
1. Sweet and Slow (Al Dubin, Harry Warren) – 3:15
2. Georgia On My Mind (Hoagy Carmichael, Stuart Gorrell) – 3:29
3. I Can't Get Started (Vernon Duke, Ira Gershwin) – 3:33
4. Street of Dreams (Sam M. Lewis, Victor Young) – 3:12
5. Imagination (Johnny Burke, Jimmy Van Heusen) – 3:47
6. The Very Thought of You (Ray Noble) – 2:46

Lato B
1. It's a Blue World (George Forrest, Robert C. Wright) – 2:44
2. Darn That Dream (Eddie DeLange, Van Heusen) – 2:31
3. She's Funny That Way (Neil Moret, Richard A. Whiting) – 3:14
4. I Wished on the Moon (Dorothy Parker, Ralph Rainger) – 2:44
5. It's a Pity to Say Goodnight (Mack Gordon, Billy Reid) – 2:34
6. My One and Only Love (Robert Mellin, Guy Wood) – 3:12
7. Body and Soul (Frank Eyton, Johnny Green, Edward Heyman, Robert Sour) – 3:44

Bonus track riedizione 1993
1. Call Me Darling (Dorothy Dick, Mort Fryberg, Rolf Marbet, Bert Reisfeld) – 3:41
2. All of Me (Gerald Marks, Seymour Simons) – 3:22